# 長塚古墳 (沼津市)
長塚古墳（ながつかこふん）は、静岡県沼津市東沢田長塚403番地にある前方後円墳である。

## 概要
長塚古墳は、愛鷹山の東南麓海抜約50メートルの丘陵上にある。沼津市に古墳がつくられた時期は、かつては5世紀後半頃と考えられていた。しかし、同市にある神明塚古墳が2005年（平成17年）の調査で前期古墳と判明、2014年（平成26年）に市長定例会見で高尾山古墳が230年築造と発表され、3世紀から古墳がつくられていたと考えられている。長塚古墳が愛鷹山東南麓に造られたのは6世紀前葉である。愛鷹山南麓では、長塚古墳の周辺にもいくつかの小円墳がある。当時の珠琉河（するが）国では、古墳時代を通じて政治権力が愛鷹山の東南麓で変遷したと推定される。長塚古墳もまた、有力な豪族の墳墓と考えられる。
1997年（平成9年）から1998年（平成10年）の調査により、幅9～10メートルの周溝が確認されたが、主体部は残されていないことが判明している。
また墳丘の上には、葺石がないこと、埴輪列があったことなども判明している。後円部からは副葬品と推定される鉄鉾が出土している。また、周溝から各種埴輪が見つかり、くびれ部では土師器や須恵器も見つかっている。
古墳の形状が前方後円墳だと分かりやすいことから、見学者が少なくない。地元から活用の要望を受けて、沼津市教育委員会は、2011年（平成23年）に墳丘部の主要な1千平方メートルの土地を地権者から寄付を受け取得している。

## 発掘の経緯
1956年（昭和31年）に沼津市誌編纂事業の一環として、当時としては数少ない古墳の構造に視点を定めた調査を明治大学の後藤守一教授を中心に行った。そのほかの発掘者は長田実、小野真一、大塚初重。この古墳は駿河国を治めた国造のものであると推定されている。
沼津市と長塚古墳土地所有者との古墳保存協議は、区画整理により古墳の近隣にまで住宅が迫ってきても進展しなかった。開発が進むと古墳の保存が困難になるため、土地所有者と再度協議を重ねて理解を得た。懸念となる保存・保護の措置を講じるための基礎資料を作成、静岡県教育委員会とも協議を重ねた。1997年度（平成9年度）に墳丘詳細測量及び試掘溝、1998年度（平成10年度）墳丘部（主体部）について部分発掘調査を国庫補助及び県費補助で実施した。

## 規模
長塚古墳の規模は、下記のとおりである。
- 墳丘長径 54メートル
- 後円径 31メートル
- 後円頂径 16.5メートル
- 後円部高 6.5メートル
- くびれ幅 12.5メートル
- 前方長 24メートル
- 前方幅 16.5メートル
- 前方部高 3.6メートル
- 周溝外径（長径） 75メートル

## 出土品
長塚古墳の出土品として、下記が見つかっている。
- 鉄製鉾身（後円部頂攪乱土中）
- 円筒埴輪・朝顔型埴輪・形象埴輪（人物）
- 須恵器（坏身・坏蓋・器台・脚台甕）　須恵器は陶邑編年MT15型式に相当するものであり、6世紀前葉の年代と考えられる。
- 土師器（高坏・坏身・坩）

## 現地情報
所在地
- 静岡県沼津市東沢田字長塚

関連施設
- 沼津市文化財センター（沼津市志下） - 長塚古墳出土品等を保管・展示

周辺
- 子ノ神古墳 (沼津市) - 沼津市指定史跡
- 高尾山古墳